# Styrax bicolor
Styrax bicolor är en storaxväxtart som beskrevs av Adolpho Ducke. Styrax bicolor ingår i släktet Styrax och familjen storaxväxter. Inga underarter finns listade i Catalogue of Life.